# T-600
 (septembre 2024).
Si vous disposez d'ouvrages ou d'articles de référence ou si vous connaissez des sites web de qualité traitant du thème abordé ici, merci de compléter l'article en donnant les références utiles à sa vérifiabilité et en les liant à la section « Notes et références ».
Dans la franchise Terminator, le T-600 fait partie de la famille des Terminator construits par le super-ordinateur Skynet.

## Description
D'apparence humanoïde par rapport aux premiers modèles, il dispose d'un châssis de combat fortement blindé, d'une mitrailleuse lourde de forte puissance et peut communiquer avec les autres machines aux alentours. 
Il est toutefois très peu agile et lent et si l'on endommage sa nuque, son système de ciblage sera faussé. Son évolution, le T-700 sera le premier androïde à enveloppe humaine (Androïde).
Dans le premier film de la saga Terminator, Kyle Reese explique à Sarah Connor que les T-700 étaient les premières machines dotées d'une peau pour tromper la vigilance des combattants humains. Toujours selon Kyle Reese, cette peau synthétique était cependant facilement reconnaissable et ne permit pas l'infiltration des bases humaines avant l'apparition des T-800.